# Riserva di caccia
Una riserva di caccia è un'area destinata alla conservazione delle specie animali selvatiche, ma, soprattutto, è un luogo dove è consentito un "prelievo ecosostenibile" della selvaggina; in altri termini, si tratta di un'area nella quale si può svolgere un esercizio regolamentato della caccia. Per esempio, molte di tali riserve (game reserve) che si trovano in Africa, attorno ai grandi parchi nazionali, sono necessarie poiché fungono da cuscinetto tra il parco e le zone abitate.

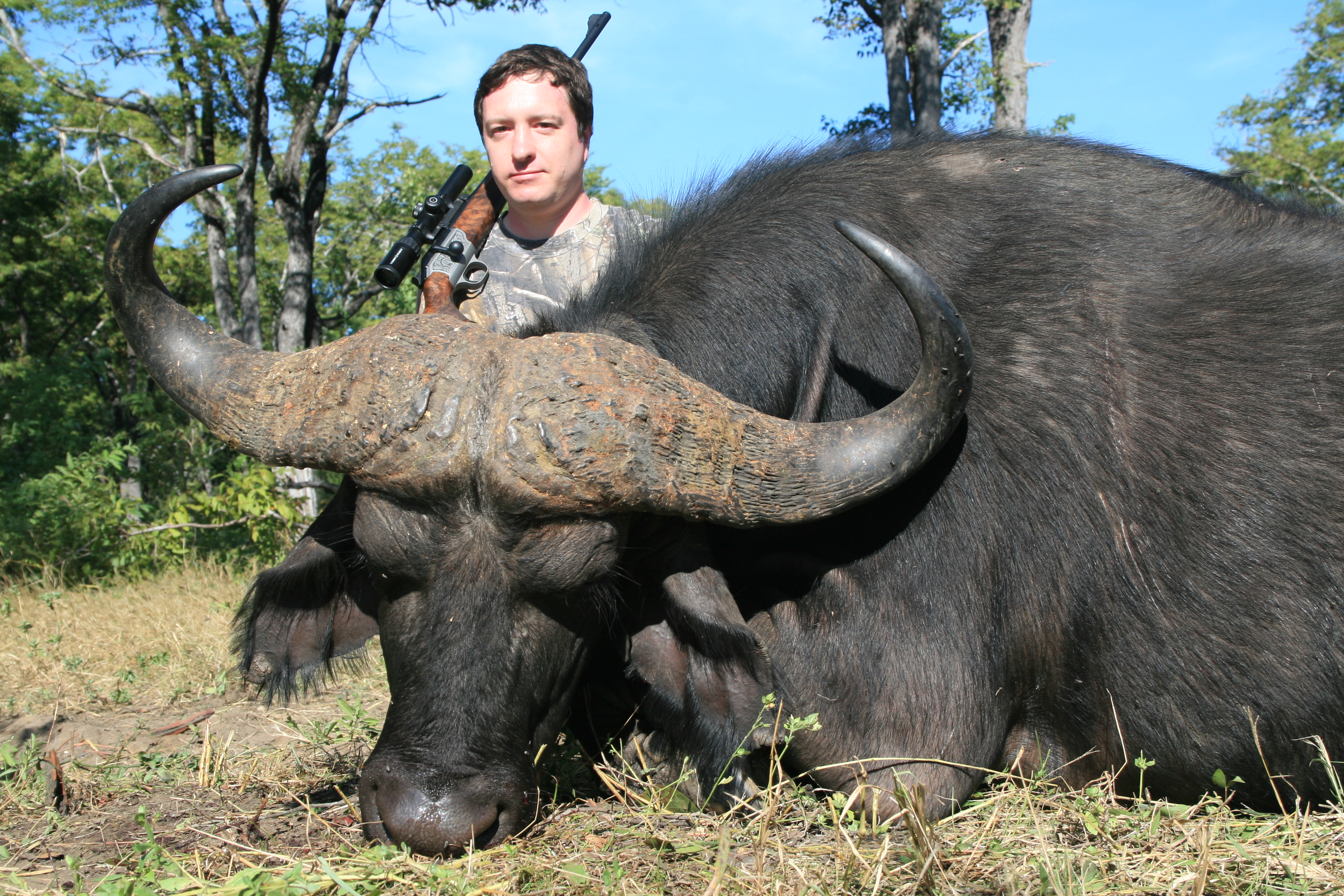
Bufalo abbattuto legalmente in una riserva di caccia in Zambia.

Alcune riserve di caccia possono vantare più di un ecosistema, a volte anche cinque, che vanno dalla valle al bushveld, dalla savana alla prateria ed al fynbos, per giungere infine alla foresta pluviale ed ai boschi di acacia; tale varietà di habitat fornisce un notevole miglioramento dei tipi di fauna selvatica presenti e sulle numerose specie di uccelli che prosperano nell'ambiente.
La più grande attrazione in Africa è rappresentata dai cosiddetti Big Five (elefante, rinoceronte, bufalo, leopardo e leone); tale denominazione è dovuta alla difficoltà nel cacciarli e non alla loro grande mole, ragion per cui è elencato il leopardo e non l'ippopotamo.
Nell'Africa sub-sahariana esistono molte riserve di caccia, sia statali che private, nelle quali la selvaggina viene "gestita". Pertanto, dopo aver profumatamente pagato il permesso di caccia, è consentito abbattere legalmente anche gli animali protetti, ad esempio elefanti e rinoceronti, "in eccesso". In particolare, in Sudafrica molte farm si sono convertite in "allevamenti" di selvaggina africana. Vengono allevati per scopi venatori antilopi, zebre, bufali, ma anche leoni e rinoceronti. 
Il Sudafrica e la Tanzania sono le maggiori destinazione degli amanti dei safari di caccia grossa. Dati gli alti costi, tali safari sono riservati a personaggi facoltosi, i quali, in genere, non amano questo tipo di pubblicità.